# Григоров (Ивано-Франковская область)
Григоров (укр. Григорів) — село в Рогатинской городской общине Ивано-Франковского района Ивано-Франковской области Украины.
Население по переписи 2001 года составляло 531 человек. Занимает площадь 13,017 км². Почтовый индекс — 77053. Телефонный код — 03435.